# Liste der Monuments historiques in Le Poiré-sur-Vie
Die Liste der Monuments historiques in Le Poiré-sur-Vie führt die Monuments historiques in der französischen Gemeinde Le Poiré-sur-Vie auf.

## Liste der Bauwerke
| Bezeichnung            | Beschreibung                       | Standort           | Kennzeichnung | Schutzstatus | Datum | Bild           |
| ---------------------- | ---------------------------------- | ------------------ | ------------- | ------------ | ----- | -------------- |
| Château de la Métairie | Schloss, erbaut im 17. Jahrhundert | (Lage)             | PA00110197    | Inscrit      | 1988  |                |
| Pierre des Farfadets   |                                    | La Merlière (Lage) | PA00110198    | Classé       | 1939  | weitere Bilder |